# Avions Voisin C20

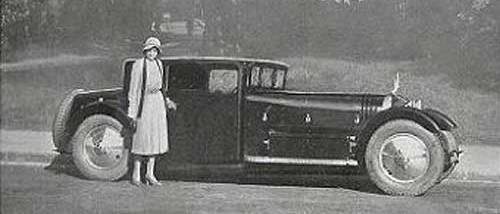
Avions Voisin C20. 1930-і роки

Avions Voisin C20 модель компанії Avions Voisin виготовлялась впродовж 1931-1934 років.

## Історія
Модель С20 з безклапанним мотором V12 презентували на автосалоні 1930 у Парижі. Мотор V12 був спроектований 1929 для моделі С18 Diane, призначеної для короля Таїланду. Тихий хід безклапанного мотора супроводжувався димним слідом з глушників (вихлопна труба) авто.
Завдяки шасі С20 Simoun з перевернутими лонжеронами рами, що лежали під елементами трансмісії - карданним валом, заднім мостом і пружинам підвіски, модель мала загальну висоту не більше 1,50 м при колісній базі до 3,71 м. Дизайн моделі C20 відкрив так звані "гострі (прямі) кути"  кузова, які будуть характерні для цього періоду діяльності Г. Вуазена. Кузов з таким же об'ємом салону, як у не є занижених моделей, забезпечував пасажирам звичний комфорт. Двері до литих стійок було підвішено на шарнірах фортепіанного типу. У глушниках використано литі чавунні деталі. Задня частина коробки передач розміщувалась у салоні поміж передніми сидіннями. Над дизайном кузова працював Андре Тельмот (фр. Andre Noël-Noël Telmont). За легендою до дизайну декотрих частин авто залучали Ле Корбюзьє.
Пасажири сиділи по обидві сторони тунелю карданного валу, що сприяло більш низькому розміщенню центру ваги і кузов був ідеально центрований на рамі для оптимального розподілу мас. Перше запропоноване голе шасі було доступне в 1931 році. До нього пропонували три типи кузовів: седан (Myra), напівседан (Demi-Berlina) (Mylord) і дводверний кабріолет на 4 місця (Myrte). Панель приладів нагадувала панель літаків, а декор кузова, салону виконали у стилі Ар Деко. Усі наступні моделі Avions Voisin виходили з 6-циліндровими моторами.
Про нові модифікації моделі у 1932/33 рр. не повідомлялось. Було вироблено близько 10 автомашин С20 усіх модифікацій,, хоча невідомо, чи збережені фото зафіксували окремі авто, чи різні кузови на одному шасі.
Avions Voisin C20 Mylord шасі 47505 перебував у колекції Blackhawk в Каліфорнії. При реставрації кузов перемалювали з червоного у чорний колір і встановили алюмінієві диски коліс.
У березні 2010 на аукціоні Avions Voisin C20 Mylord було продано Gooding & Company  за 2 750 000 доларів.

### Технічні дані Voisin C20
|                       |                                  |
| Розміри               | Параметри                        |
| Роки випуску:         | 1931-1934                        |
| Довжина:              | 5270 мм                          |
| Висота:               | 1500 мм                          |
| Колісна база:         | 3595 мм                          |
| Колія передніх коліс: | 1520 мм                          |
| Колія задніх коліс:   | 1490 мм                          |
| Маса порожнього:      | 2200 кг                          |
| Мотор                 | V12, 60°, 2 карбюратори Cozette  |
| Потужність мотора:    | 113 к.с.                         |
| Об'єм мотора          | 4885 см³, 72×100 мм              |
| Трансмісія:           | КП 4-ступінчаста механічна Cotal |
| Швидкість:            | бл. 150 км/год.                  |